# Tallebudgera
Tallebudgera är en del av en befolkad plats i Australien. Den ligger i kommunen Gold Coast och delstaten Queensland, omkring 86 kilometer sydost om delstatshuvudstaden Brisbane.
Runt Tallebudgera är det ganska glesbefolkat, med 24 invånare per kvadratkilometer.. Närmaste större samhälle är Gold Coast, omkring 17 kilometer norr om Tallebudgera. 
I omgivningarna runt Tallebudgera växer i huvudsak städsegrön lövskog. Genomsnittlig årsnederbörd är 1 801 millimeter. Den regnigaste månaden är januari, med i genomsnitt 320 mm nederbörd, och den torraste är oktober, med 41 mm nederbörd.